# 北条政有
北条 政有（ほうじょう まさあり、生没年不詳）は、鎌倉時代中期の北条氏の一族。祖父は第2代執権の北条義時。父は北条有時。母は不詳。官位は従五位下兵庫助。上総介。兄弟に時基、兼時、有泰、時景、通時、有義、有秀、時秀、兼義、国時、時盛、宗兼、頼任。子に政高、有隆。